# Кінг (округ, Вашингтон)
Шаблон:StateAbbr_ 47°28′ пн. ш. 121°50′ зх. д. / 47.47° пн. ш. 121.84° зх. д.
Округ Кінг (англ. King County) — округ (графство) у штаті Вашингтон, США. Ідентифікатор округу 53033.

## Історія
Округ утворений 1852 року.

## Демографія
За даними перепису 2000 року загальне населення округу становило 1737034 осіб, зокрема міського населення було 1672122, а сільського — 64912. Серед мешканців округу чоловіків було 864457, а жінок — 872577. В окрузі було 710916 домогосподарств, 419959 родин, які мешкали в 742237 будинках. Середній розмір родини становив 3,03.
Віковий розподіл населення поданий у таблиці:
| Стать    | До 15 років | 15-21 | 22-29  | 30-39  | 40-49  | 50-65  | 65-85 | Понад 85 |
| -------- | ----------- | ----- | ------ | ------ | ------ | ------ | ----- | -------- |
| Чоловіки | 167395      | 77982 | 108977 | 158336 | 146624 | 129874 | 67962 | 7307     |
| Жінки    | 159080      | 75012 | 104682 | 149851 | 145846 | 131603 | 89270 | 17233    |

## Суміжні округи
- Сногоміш — північ
- Шелан — схід/північний схід
- Кіттітас — схід/південний схід
- Пірс — південь
- Кітсеп — захід

## Виноски
1. ↑  U.S. Decennial Census. United States Census Bureau. Архів оригіналу за 19 липня 2018. Процитовано 7 січня 2014.
2. ↑  Historical Census Browser. University of Virginia Library. Архів оригіналу за 11 серпня 2012. Процитовано 7 січня 2014.
3. ↑  Population of Counties by Decennial Census: 1900 to 1990. United States Census Bureau. Архів оригіналу за 2 лютого 2019. Процитовано 7 січня 2014.
4. ↑  Census 2000 PHC-T-4. Ranking Tables for Counties: 1990 and 2000 (PDF). United States Census Bureau. Архів оригіналу (PDF) за 18 грудня 2014. Процитовано 7 січня 2014.
5. ↑  American FactFinder. Бюро перепису населення США. Архів оригіналу за 29 липня 2011. Процитовано 31 січня 2008.

| США | Це незавершена стаття з географії США. Ви можете допомогти проєкту, виправивши або дописавши її. |